# Sardarshahar
Sardarshahar (o Sardars Hahr) è una suddivisione dell'India, classificata come municipality, di 81.378 abitanti, situata nel distretto di Churu, nello stato federato del Rajasthan. In base al numero di abitanti la città rientra nella classe II (da 50.000 a 99.999 persone).

## Geografia fisica
La città è situata a 28° 33' 30 N e 74° 30' 0 E e ha un'altitudine di 236 m s.l.m..

## Società

### Evoluzione demografica
Al censimento del 2001 la popolazione di Sardarshahar assommava a 81.378 persone, delle quali 42.357 maschi e 39.021 femmine. I bambini di età inferiore o uguale ai sei anni assommavano a 14.033, dei quali 7.422 maschi e 6.611 femmine. Infine, coloro che erano in grado di saper almeno leggere e scrivere erano 41.334, dei quali 22.265 maschi e 19.069 femmine.